# Synchita variegata
Synchita variegata är en skalbaggsart som beskrevs av Hellwig 1792. Synchita variegata ingår i släktet Synchita, och familjen barkbaggar. Enligt den svenska rödlistan är arten nära hotad i Sverige. Arten förekommer i Götaland. Artens livsmiljö är skogslandskap, jordbrukslandskap.

## Bildgalleri

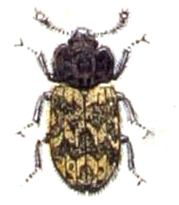